# غوردون هيل (سياسي)
غوردون هيل (بالإنجليزية: Gordon Hill)‏ هو نقابي وسياسي أسترالي، ولد في 16 مايو 1951 في أستراليا. حزبياً، نشط في حزب العمال الأسترالي ‏. وقد انتخب عضو الجمعية التشريعية لأستراليا الغربية.